# Barry Mazur
Barry Charles Mazur (ur. 19 grudnia 1937 w Nowym Jorku) – amerykański matematyk zajmujący się głównie teorią liczb. Profesor na Harvard University. W 2000 otrzymał Nagrodę Steele’a. W 2022 otrzymał Medal Cherna.